# Liste der Naturdenkmale in Deckenpfronn
| Naturdenkmale | Anzahl |
| ------------- | ------ |
| FND           | 13     |
| END           | 6      |
| Gesamt        | 19     |

Die Liste der Naturdenkmale in Deckenpfronn nennt die verordneten Naturdenkmale (ND) der im baden-württembergischen Landkreis Böblingen liegenden Gemeinde Deckenpfronn. In Deckenpfronn gibt es insgesamt 19 als Naturdenkmal geschützte Objekte, davon 13 flächenhafte Naturdenkmale (FND) und 6 Einzelgebilde-Naturdenkmale (END).
Stand: 31. Oktober 2016.

## Flächenhafte Naturdenkmale (FND)
| Name                                                | Bild | Kennung     | Einzelheiten | Position | Fläche Hektar | Datum        |
| --------------------------------------------------- | ---- | ----------- | ------------ | -------- | ------------- | ------------ |
| Altholzbestand Pfannenstiel                         | BW   | 81150100001 | Deckenpfronn | ⊙        | 0,1           | 1. Dez. 1992 |
| Doline im Oberen Wald                               |      | 81150100015 | Deckenpfronn | ⊙        | 0,1           | 1. Dez. 1992 |
| Dolinenketten Oberer Wald (4 Dolinen)               |      | 81150100016 | Deckenpfronn | ⊙        | 0,3           | 1. Dez. 1992 |
| Feuchtbiotop Egelsee                                |      | 81150100003 | Deckenpfronn | ⊙        | 0,8           | 1. Dez. 1992 |
| Halbtrockenrasen Hintere Schönberger Halde          | BW   | 81150100002 | Deckenpfronn | ⊙        | 0,1           | 1. Dez. 1992 |
| Halbtrockenrasen Hößel                              | BW   | 81150100006 | Deckenpfronn | ⊙        | 0,1           | 1. Dez. 1992 |
| Halbtrockenrasen Lehen                              | BW   | 81150100010 | Deckenpfronn | ⊙        | 0,5           | 1. Dez. 1992 |
| Halbtrockenrasen Steige                             |      | 81150100008 | Deckenpfronn | ⊙        | 0,9           | 1. Dez. 1992 |
| Halbtrockenrasen u. Steinbruch Weingarthalde        |      | 81150100007 | Deckenpfronn | ⊙        | 1,1           | 1. Dez. 1992 |
| Halbtrockenrasen u. Vogelschutzgehölz Hinter d.Berg |      | 81150100004 | Deckenpfronn | ⊙        | 0,6           | 1. Dez. 1992 |
| Pflanzenstandort Wagrain                            | BW   | 81150100018 | Deckenpfronn | ⊙        | 1,5           | 1. Dez. 1992 |
| Stufenrain Lehen                                    |      | 81150100009 | Deckenpfronn | ⊙        | 0,2           | 1. Dez. 1992 |
| Wagrainer Erdfälle im Oberen Wald                   |      | 81150100014 | Deckenpfronn | ⊙        | 1,5           | 1. Dez. 1992 |
| Legende für Naturdenkmal                            |      |             |              |          |               |              |

## Einzelgebilde (END)
| Name                                 | Bild | Kennung     | Einzelheiten                                                         | Position | Fläche Hektar | Datum        |
| ------------------------------------ | ---- | ----------- | -------------------------------------------------------------------- | -------- | ------------- | ------------ |
| Eiche am Schönblick                  | BW   | 81150100019 | Deckenpfronn                                                         | ⊙        | 0,0           | 1. Dez. 1992 |
| Ortslinde an der Herrenberger Straße | BW   | 81150100005 | Deckenpfronn                                                         | ⊙        | 0,0           | 1. Dez. 1992 |
| Rotbuche, genannt Kropfbüchle        |      | 81150100017 | Deckenpfronn                                                         | ⊙        | 0,0           | 1. Dez. 1992 |
| Schillerlinde an der Spielgrube      |      | 81150100011 | Deckenpfronn                                                         | ⊙        | 0,0           | 1. Dez. 1992 |
| Traubeneiche I im Oberen Wald        |      | 81150100012 | Deckenpfronn                                                         | ⊙        | 0,0           | 1. Dez. 1992 |
| Traubeneiche II im Oberen Wald       | BW   | 81150100013 | Deckenpfronn Wurde gefällt und ist beim LUBW nicht mehr verzeichnet. | ⊙        | 0,0           | 1. Dez. 1992 |
| Legende für Naturdenkmal             |      |             |                                                                      |          |               |              |